# Alexander Cunningham
Alexander Cunningham (23 de enero de 1814 - 18 de noviembre de 1893) fue un ingeniero inglés de la armada británica con el Grupo de Ingenieros de Bengala que más tarde tuvo un interés en la historia y arqueología de la India, lo que condujo a su nombramiento en 1861 a la recién creada posición de topógrafo arqueológico para el gobierno de la India. Fundó y organizó lo que más tarde se convirtió en el Servicio Arqueológico de la India. Escribió numerosos libros y monografías e hizo colecciones masivas de objetos. Algunas de sus colecciones se perdieron, pero la mayoría de las monedas de oro y plata en su colección fueron compradas por el Museo Británico en 1894.
Dos de sus hermanos, Francis y Joseph se volvieron bien conocidos por su trabajo en el Raj Británico, mientras que otro, Peter Cunningham, se volvió famoso por su Handbook of London (1849).

## Primeros años y carrera

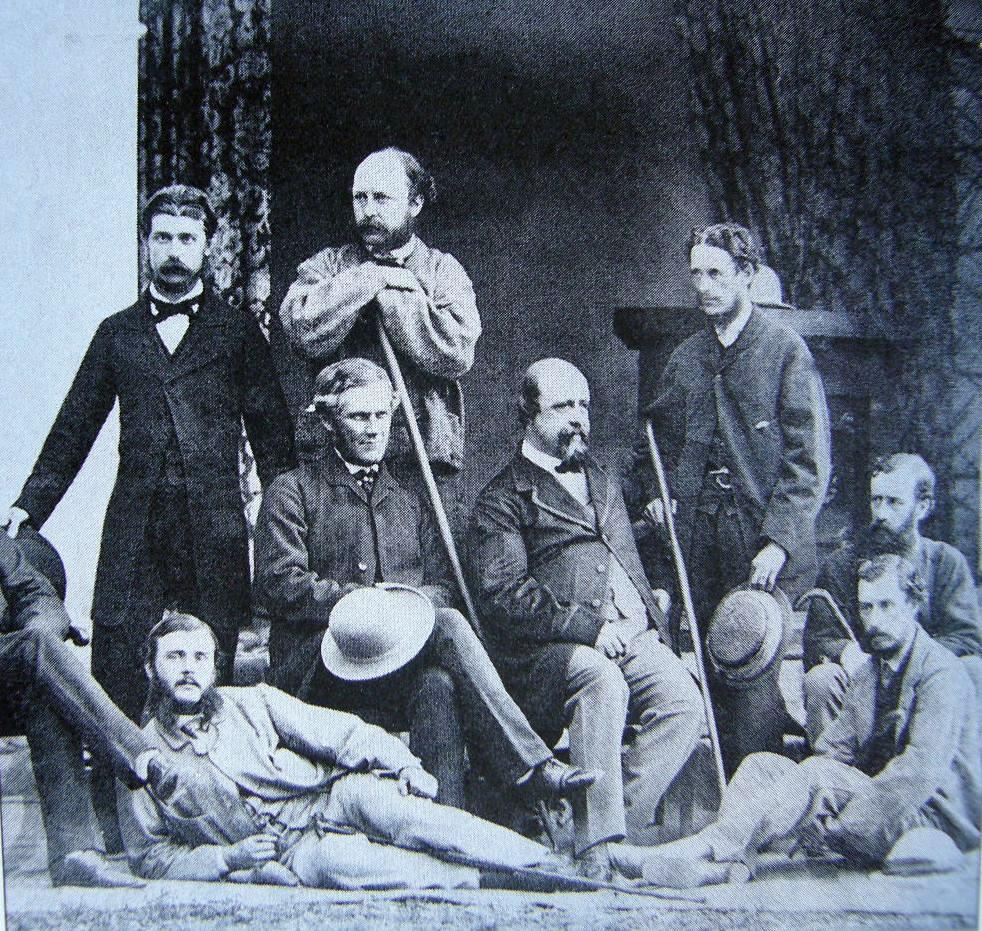
Cunningham (cuarto desde la derecha) en una fecha desconocida.

Nacido en Londres, Inglaterra, era hijo del poeta escocés Allan Cunningham (1784-1842) y de su esposa Jean Walker (1791-1864). Junto con su hermano mayor Joseph Cunningham, recibió su primera educación en el Hospital de Cristo, de Londres. Allan y Alexander obtuvieron pasantías a través de la influencia de Sir Walter Scott y fueron a estudiar a la East India Company's Addiscombe Seminary (1829-1831), y en el Royal Engineers States en Chatham (Kent). Se unió a los Ingenieros de Bengala a la edad de 19 años como segundo teniente y pasó los siguientes 28 años en el servicio de Gobierno Británico de la India. Poco después de llegar a la India, el 9 de junio de 1833, una reunión con James Prinsep despertó su interés de por vida en la arqueología y la antigüedad de la India. Fue ayuda de cámara de Lord Auckland, el Gobernador General de la India, de 1836 a 1840. Durante este período visitó Kashmir, que fue luego no bien explorado. Aparece mencionado por las siglas de su nombre en Up the Country de Emily Edén. El 30 de marzo de 1840, se casó con Alicia Maria Whish, hija de Martin Whish. Fue nombrado coronel del Royal Engineers en 1860. Cunningham se retiró en 1861, después de haber alcanzado el rango de general de división.

## Vida militar

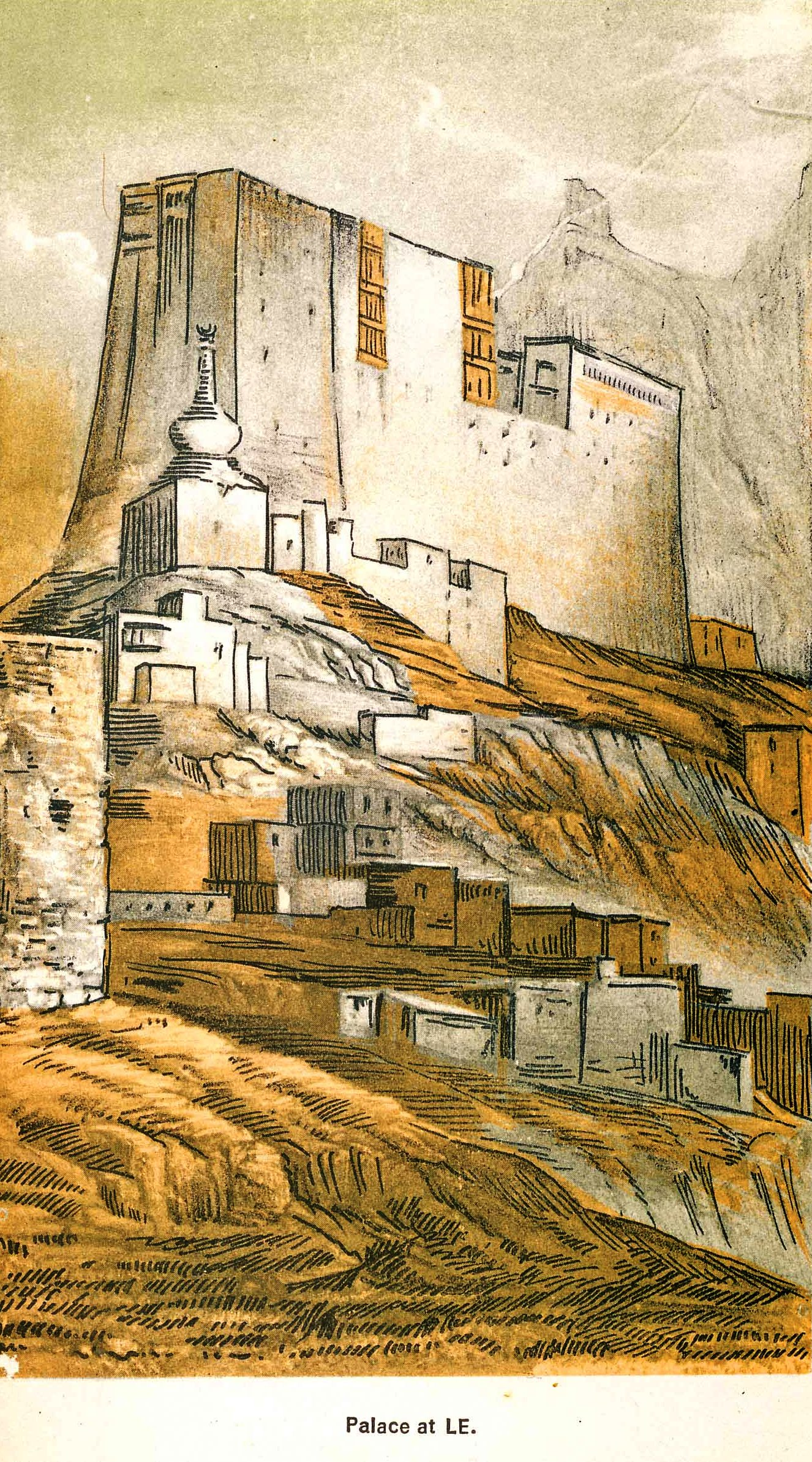
Palacio Leh, Ladakh. Ilustración de Ladak: Physical, Statistical, and Historical

Se hizo ingeniero ejecutivo del rey de Oudh en 1841. En 1842 fue llamado a servir al ejército en frustrar un levantamiento en Bundelkhand por el gobernante de Jaipur. Luego fue publicada en Nowgong en el centro de la India antes de que él vio la acción en la batalla de Punniar en diciembre de 1843. Se convirtió en ingeniero en Gwalior y fue responsable de la construcción de un puente de piedra en arco sobre el río Morar en 1844-1845. En 1845-1846 fue llamado a servir en el Punjab y ayudó a construir dos puentes de los barcos a través del río Beas antes de la batalla de Sobraon. En 1846 fue nombrado comisionado junto con PA Vans Agnew para demarcar fronteras. Las cartas fueron escritas a los funcionarios chinos y tibetanos por Lord Hardinge, pero ningún funcionario se unió. Una segunda comisión fue establecida en 1847, que fue dirigido por Cunningham para establecer el límite de Ladakh-Tíbet, que también incluyó a Henry Strachey y Thomas Thomson. Henry y su hermano Richard Strachey habían rebelado en el Lago Mansarovar y Rakas Tal en 1846 y su hermano Richard revisitado en 1848 con el botánico JE Winterbottom. La comisión se creó para delimitar las fronteras del norte del Imperio después de la Primera guerra Anglo-Sikh que concluyó con el Tratado de Amritsar, que cedió Kashmir como gastos de indemnización de guerra a los británicos. Sus primeros trabajos sobre la Orden aria de Arquitectura (1848) surgió de sus visitas a los templos en Kashmir y sus viajes en Ladakh durante su mandato con la comisión. También estuvo presente en las batallas de Chillianwala y Gujrat en 1848-9. En 1851, exploró los monumentos budistas de la India central, junto con el teniente Maisey, y escribió un relato de estos. Fue nombrado como el ingeniero jefe de Birmania en 1856 por dos años, y más tarde durante tres años a partir de 1858 se desempeñó en el mismo puesto en las provincias del noroeste. En 1856, Cunningham se hizo ingeniero jefe de Birmania que acababa de ser anexado. Él estableció un departamento de obras públicas y no estaba del todo ausente durante la Rebelión de la India de 1857. En 1858 se publicó, el ingeniero jefe de las provincias del noroeste, donde una vez más estableció un departamento de obras públicas. Se retiró el 30 de junio de 1861 como un general de división.

## Servicio Arqueológico de la India
Cunningham había tomado un gran interés por las antigüedades al principio de su carrera. Siguiendo a Jean-Baptiste Ventura, general de Ranjit Singh, quien inspirado por los exploradores franceses en Egipto habían, excavado las bases de pilares para descubrir grandes alijos de bactriano y monedas romanas, las excavaciones se convirtieron en una actividad regular entre los anticuarios británicos. En 1834 escribió a la revista de la Sociedad Asiática de Bengala, un apéndice al artículo de James Prinsep sobre las reliquias en la Manikyala Tope. Él había llevado a cabo excavaciones en Sarnath en 1837 junto con el Coronel F. C. Maisey e hizo cuidadosos dibujos de las esculturas. En 1842 excavó en Sankissa y de Sanchi en 1851. En 1848, e identificó algunos de los lugares mencionados en los viajes de Xuanzang. En 1854 publicó El Bhilsa Topes, un intento de establecer la historia del budismo basado en evidencia arquitectónica. Antes de 1851 él también comenzó a comunicarse con William Henry Sykes y la Compañía de las Indias Orientales acerca del valor de un estudio arqueológico. Proporcionó una lógica que podría ganar los fondos necesarios para la empresa que certifique que:

... sería una empresa de gran importancia para el Gobierno de la India políticamente, y para el público británico religiosamente. Para el primer cuerpo sería una muestra de que la India en general, había sido dividida en numerosas jefaturas pequeñas, que habían sido invariablemente el caso sobre toda invasión exitosa; mientras que, cada vez que había estado bajo un solo gobernante, siempre había repelido la conquista extranjera con la resolución determinada. Al otro cuerpo sería una muestra de que el brahmanismo, en lugar de ser una religión sin cambios e inmutable que había subsistido durante siglos, era de origen relativamente moderno, y había estado recibiendo constantemente adiciones y alteraciones; hechos que prueban que el establecimiento de la religión cristiana en la India debe tener éxito en última instancia.

En 1861, Charles John Canning, luego, el virrey de la India nombró a Cunningham como topógrafo arqueológica para el gobierno de la India. Esta posición se llevó a cabo desde 1861 hasta 1865, pero esto fue terminado debido a la falta de fondos. Cunningham volvió a Inglaterra y escribió la primera parte de su antigua Geografía de la India (1871) para cubrir el período budista, pero no pudo completar la segunda parte para cubrir el período musulmán. Durante este período en Londres, trabajó como director del Banco Delhi y Londres. En 1870, Lord Mayo volvió a constituir el Servicio Arqueológico de la India, con Cunningham como su director general el 1 de enero de 1871. Cunningham volvió a la India e hizo exploraciones de campo cada invierno, la realización de excavaciones y estudios de Taxila a Gaur. Produjo veinticuatro informes, trece como autor y el resto bajo su supervisión por parte de otros, tales como J. D. Beglar. Otras obras importantes fueron el primer volumen de Corpus inscriptionum Indicarum (1877), que incluía copias de los edictos de Asoka, la Estupa de Bharhut (1879) y el Libro de Eras de la India (1883), que permitió que data de antigüedades indígenas. Se retiró de la encuesta sobre arqueológica el 30 de septiembre de 1885 y regresó a Londres para continuar su investigación y la escritura.
Cunningham hizo una gran colección numismática, pero mucho de esto se perdió cuando el barco de vapor en el que viajaba, el Indo, naufragó frente a la costa de Sri Lanka en noviembre de 1884. El Museo Británico sin embargo obtiene la mayor parte de las monedas de oro y plata. Se había sugerido al Museo Británico que deben utilizar el arco de la Stupa de Sanchi para marcar la entrada de una nueva sección sobre la historia de la India. También ha publicado numerosos artículos en la Revista de la Sociedad Asiática y la Crónica Numismática.

## Premios y Monumentos
Fue galardonado con el CSI el 20 de mayo de 1870 y CIE en 1878. En 1887, fue nombrado Caballero Comandante de la Orden del Imperio de la India. Cunningham murió el 28 de noviembre de 1893 en su casa de South Kensington y fue enterrado en el cementerio de Kensal Green, Londres. Su esposa había muerto antes y fue sobrevivido por dos hijos, el teniente coronel Allan J. C. Cunningham (1842-1928) de la Bengala y Royal Engineers, y Sir Alexander F. D. Cunningham (1852-1935) de la función pública india.